# Sven Janssen
Sven Janssen (Groeningen, 20 augustus 2005) is een Nederlandse voetballer die doorgaans speelt als middenvelder of schaduwspits.

## Clubcarrière
Janssen begon met voetballen bij Volharding alvorens hij in 2014 de overstap maakte naar VVV-Venlo en doorliep daar de jeugdopleiding. Tijdens de voorbereiding op het seizoen 2024/25 liet trainer John Lammers hem met vier andere jeugdspelers aansluiten bij de selectie van het eerste elftal. Als gevolg van een blessuregolf bij het eerste elftal beleefde Janssen op 28 februari 2025 zijn officiële profdebuut, toen hij tijdens een met 5-0 verloren uitwedstrijd bij SC Cambuur in de 65e minuut in het veld kwam voor Brahim Darri.

### Clubstatistieken
| 2024/25                                | VVV-Venlo | Eerste divisie | 1 | 0 | 0 | 0 | — | — | 1 | 0 |
| 2025/26                                | VVV-Venlo | Eerste divisie | 0 | 0 | 0 | 0 | — | — | 0 | 0 |
| Totaal                                 | Totaal    | Totaal         | 1 | 0 | 0 | 0 | 0 | 0 | 1 | 0 |
| Bijgewerkt tot en met 28 februari 2025 |           |                |   |   |   |   |   |   |   |   |